# Fort Nelson
Fort Nelson is een plaats (town) in de Canadese provincie Brits-Columbia en telt 4514 inwoners (2006). De oppervlakte bedraagt 13,26 km².